# Rebel·lió Maritz
La Rebel·lió Maritz (Revolta Bòer, o la Rebel·lió dels Cinc Xílings ) va ocórrer a Sud-àfrica el 1914, a l'inici de la Primera Guerra Mundial, en la qual els homes que recolzaven la creació d'una República Bòer Sudafricana es van aixecar contra el govern de la Unió Sud-africana.
Molts membres del govern eren antics bòers que havien lluitat amb els rebels de Maritz contra els britànics en la Segona Guerra Bòer, que havia acabat dotze anys abans. La rebel·lió va fracassar, i els capitostos van rebre fortes multes i penes de presó.

## Antecedents
Al final de la Segona Guerra Bòer, dotze anys abans, es va demanar a tots els soldats bòers que signessin la promesa de cumplir les condicions de pau. Alguns, com Deneys Reitz, es van negar i es van exiliar de Sud-àfrica. Durant la següent dècada, molts van tornar a casa, i no tots ells van signar la promesa en tornar. Els bòers que van lluitar fins al final de la Segona Guerra Bòer van ser coneguts com a «bittereinders» (de l'afrikaans, intransigents); en el moment de la rebel·lió, els que no havien signat la promesa i volien començar una nova guerra van ser coneguts com a «bitter enders» (de l'anglès, persones que persisteixen en una causa o acció malgrat les circumstàncies difícils o desesperades).
Un periodista alemany que va entrevistar a l'antic general bòer J.B.M. Hertzog per al Tägliche Rundschau va escriure:
| « | Hertzog creu que el fruit de tres anys de lluita pels boers és que la seva llibertat, en forma d'una República de Sud-àfrica general, caurà a les seves faldes, tan aviat com Anglaterra estigui involucrada en una guerra contra una potència continental. | » |

Parafrasejant als nacionalistes irlandesos, «la desgràcia d'Anglaterra és l'oportunitat dels bitter enders». Els bitter enders i els seus partidaris van veure el començament de la Primera Guerra Mundial com aquesta oportunitat, sobretot perquè l'enemic d'Anglaterra, Alemanya, havia estat el seu antic partidari.

## L'inici de la Primera Guerra Mundial
L'esclat de les hostilitats en Europa a l'agost de 1914 havia estat previst durant molt de temps, i el govern de la Unió Sud-africana va ser molt conscient de la importància de la seva frontera compartida amb la colònia alemanya de l'Àfrica Sud-occidental Alemanya.
El primer ministre Louis Botha va informar Londres que Sud-àfrica podria defensar-se i que la Guarnició Imperial podria viatjar cap a França; quan el govern britànic va demanar a Botha si les seves forces envairien l'Àfrica Sud-occidental Alemanya, la resposta va ser que podien i ho farien.
Es van mobilitzar les tropes sud-africanes cap a la frontera entre els dos països, sota el comandament del general Henry Lukin i del tinent coronel Manie Maritz, a principis de setembre de 1914. El 19 de setembre de 1914, una altra força va ocupar el port alemany de Lüderitz.

## La rebel·lió

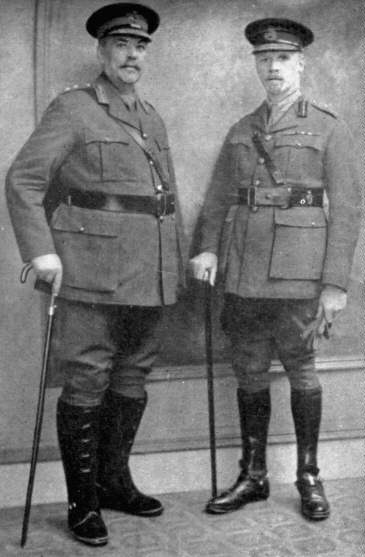
Louis Botha i Jan Smuts, 1917

El Comandant General de la Força de Defensa de la Unió Sud-africana, el general de brigada Christiaan Frederick Beyers es va oposar a la decisió del govern de Sud-àfrica per a dur a terme operacions ofensives. El 15 de setembre de 1914 va renunciar al seu càrrec, i va escriure: «És trista la guerra que es lliurarà contra la barbàrie dels alemanys. Hem perdonat però no oblidat totes les barbaritats comeses al nostre país durant la guerra en sud-àfricà», en referència a les atrocitats comeses durant la Guerra dels Boers. Un senador designat, el general Koos de la Rey, que s'havia negat a donar suport al Govern al Parlament sobre aquest assumpte, es va sumar a Beyers.
El 15 de setembre, el major JCG (Jan) Kemp va visitar Potchefstroom, on hi havia un gran arsenal i una força de 2.000 homes que acabaven d'acabar l'entrenament, molts dels quals es pensava que eren simpatitzants de les idees dels rebels. Encara que no se sap quin era el propòsit de la seva visita, el govern de Sud-àfrica va creure que va ser un intent d'instigar una rebel·lió, com s'indica al Government Blue Book (Llibre Blau del Govern) sobre la rebel·lió. Segons el general Beyers, era per a discutir els plans de la renúncia simultània dels principals oficials de l'exèrcit com a protesta contra les accions del govern, similar al que va passar a la Gran Bretanya dos anys abans en l'incident Curragh sobre el Irish Home Rule Bill (Projecte de Llei d'Autonomia irlandesa). En el camí cap a la reunió, Koos de la Rei va morir pels trets de la policia d'un control de carreteres creat per a buscar la Banda Foster. En el seu funeral, però, molts nacionalistes afrikaners van creure i perpetuar el rumor que es tractava d'un assassinat del govern, que va afegir més llenya al foc. La seva ira va ser augmentada encara més per Siener van Rensburg i les seves profecies controversials.
El general Maritz, que era cap d'un comando de forces de la Unió en la frontera d'Àfrica Sud-occidental Alemanya, es va aliar amb els alemanys. Després va emetre una proclama en nom d'un govern provisional. Va afirmar que «l'antiga República de Sud-àfrica i Estat Lliure d'Orange, així com la Província del Cap i Natal són proclamades lliures del control britànic i independents, i cada habitant blanc de les àrees esmentades, qualsevol que sigui la seva nacionalitat, és convocat a agafar les seves armes per a realitzar el desitjat ideal d'una Sud-àfrica lliure i lndependent». Es va anunciar que els generals Beyers, De Wet, Maritz, Kemp i Bezuidenhout serien els primers líders d'aquest govern provisional. Les forces de Maritz van ocupar Keimoes, en la regió d'Upington. Les tropes de Lydenburg, al comandament del general De Wet, van prendre possessió de la ciutat d'Heilbron i van capturar un tren, magatzems del govern i municions. Alguns dels ciutadans prominents de la zona es va unir a ell, i per a finals de la setmana ja tenia una força de 3.000 homes. Beyers també va reunir una força en les muntanyes de Magaliesberg; En total, uns 12.000 rebels es van unir a la causa. La ironia va ser que el general Louis Botha tenia al voltant de 32.000 tropes per combatre els rebels, però al voltant de 20.000 d'ells eren afrikaners.
El govern va declarar la llei marcial el 12 d'octubre de 1914, i les forces lleials al govern sota el comandament de Louis Botha i Jan Smuts van procedir a destruir la rebel·lió. El general Maritz va ser derrotat el 24 d'octubre i es va refugiar amb els alemanys. Les forces de Beyers va ser atacades i el 28 d'octubre es van dispersar, després de la qual cosa Beyers es va unir amb les forces de Kemp, però es va ofegar al riu Vaal el 8 de desembre. El general De Wet va ser capturat en Betxuanalàndia. El general Kemp, després de travessar 1.100 km pel desert de Kalahari on va perdre 300 dels seus 800 homes i la majoria dels seus cavalls, es van unir Maritz a l'Àfrica Sud-occidental Alemanya, però va tornar després d'una setmana i es va rendir el 4 de febrer de 1915.

## Conseqüències
Després de suprimir la rebel·lió Maritz, l'exèrcit sud-africà va continuar les seves operacions a l'Àfrica Sud-occidental Alemanya i la va conquerir al juliol de 1915.
En comparació amb el destí dels capitostos de l'Alçament de Pasqua a Irlanda el 1916, els principals rebels bòers van ser condemnats amb penes de presó relativament lleugeres de sis i set anys, i amb fortes multes. Dos anys més tard van ser posats en llibertat, com Louis Botha, que va reconèixer el valor de la reconciliació.
Després d'això, els afrikaners van crear el Partit Nacional que vindria a dominar la política de Sud-àfrica a partir de finals de la dècada de 1940 fins al 1991, quan va ser abolit junt amb el sistema de l'apartheid que ells mateixos havien construït.